# Posonyi Takács László
Posonyi Takács László (Budapest, 1971. január 23. –) magyar színművész.

## Életpályája
Pusztaszabolcson nőtt fel, középiskolai tanulmányait a székesfehérvári Teleki Blanka Gimnáziumban végezte. Ezután a kaposvári Csokonai Vitéz Mihály Tanítóképző Főiskolán szerzett tanítói diplomát. 1992-1995 között a Gór Nagy Mária Színitanodában tanult, ahol Mensáros László, Kolos István, ill. Nagy Sándor Tamás voltak osztályvezető tanárai.  A Madách Színházban kezdte pályáját, 1997-től a Győri Nemzeti Színház tagja.

## Fontosabb színházi szerepei
- Shakespeare: Szentivánéji álom ...Mesterember
- Kormos István – Vas Judit Gigi: A pincérfrakk utcai cicák – Kováts Nikoláj
- Szerb Antal: Képtelen királyság ...Sandoval (festő)
- Kszel Attila: Tűzön-vízen át ...Arany János
- Ray Cooney: Pénz az égből ...Vic Johnson
- Jean-Claude Mourlevatː Jakabak – Parabak, Stanley, Szervező, Orvos
- Dér Andrásː Mindenkinek mindene – Márkus ügyvéd
- Dan Gordonː Esőember – Raymond Babbitt
- Ödön von Horváth: A végítélet napja –  Alfons, Hudetzné fivére, drogéria tulajdonos
- Tolsztoj: Az aranykulcsocska – Basilio kandúr/ Kakas, csendbiztos
- Marc Norman – Tom Stoppard – Lee Hall: Szerelmes Shakespeare – Hanslowe
- Carlo Goldoni: Mirandolina – Forlipopoli
- Jávori Ferenc Fegya – Miklós Tibor – Kállai István – Böhm György: Menyasszonytánc- Cosma
- Agatha Christie:Váratlan vendég – Henry Angell
- Kszel Attila – Szűcs Péter Pál: Róma réme – Flavius Aetius
- David Seidler: A király beszéde – Cosmo Lang, Canterbury érseke
- John Steinbeck: Egerek és emberek – Curley
- Kszel Attila: Ludas Matyi jr. – Ludas Matyi jr.
- Anton Pavlovics Csehov: Sirály – Samrajev
- Mikszáth Kálmán – Závada Pál: Különös házasság – Vidonka, ezermester
- Kszel Attila: Koldus és királylány – Killersz, körözött bűnöző
- Agatha Christie: A vád tanúja – Mr. Mayhew, jogtanácsos
- Szabó Magda: Abigél – Kőnig tanár úr
- Shakespeare: Makrancos Kata – Hortensio, átöltözve Litio, Petruchio barátja, Bianca kérője
- Gorkij: Éjjeli menedékhely – Báró
- Kszel Attila: Arany – Arany János
- Schwajda György: Csoda – Brigádvezető
- Molnár Ferenc: A Pál utcai fiúk – Rácz tanár úr
- Tracy Letts: Augusztus Oklahomában – Charlie Aiken
- Ilf-Petrov: Tizenkét szék – Ilf-Alka, a szociális otthon vezetője
- Kszel Attila: A császár keze – Ferenc József
- Rodgers-Hammerstein: A muzsika hangja – Herr Zeller
- Shakespeare: Vízkereszt, vagy bánom is én – Feste, tréfamester
- Gogol: A revizor – Spekin, postamester
- Verne: 80 nap alatt a Föld körül – Jean Passepartou
- Beaumarchais: Figaro házassága – Bazilio
- Shakespeare: A windsori víg nők – Dr. Caius, francia orvos
- Kszel Attila: A walesi lakoma – Arany János/Montgomery, a vár ura
- Arthur Miller: Salemi boszorkányok – Hale tiszteletes
- Tasnádi István: Finito – Bicke B. László
- Victor Hugo: A nevető ember – II. Jakab
- Bródy: A tanítónő – Szolgabíró
- Örkény István: Tóték – Postás
- Háy János: A Gézagyerek – Gézagyerek
- Neil Simon: Pletyka – Glenn Cooper
- Kszel Attila: Al Addin – Aladdin
- Shakespeare: Hamlet – Rosencrantz
- Csukás-Darvas: Ágacska – Dani kacsa
- Dobozy-Korognai: A tizedes meg a többiek – Szíjjártó
- Bulgakov: Moliére, avagy álszentek összeesküvése – Charles de la Grange, színész
- Egressy: Kék, kék, kék – Prézli
- Ionesco: Rinocérosz – Logikatanár
- Sütő: Egy lócsiszár virágvasárnapja – Günther báró
- Spiró: Koccanás – Rövidgatyás
- Egressy: Portugál – Csipesz
- Shakespeare: Szentivánéji álom – Puck
- Welsh-Gibson: Trainspotting – Tommy
- Shakespeare: Rómeó és Júlia – Mercutio
- Kszel: La'Fontaine, avagy a csodák éjszakája – Planchet
- Williams: Macska a forró bádogtetőn – Gooper
- Cooney: A miniszter félrelép – A hulla
- Molnár: Egy, kettő, három – Antal
- Ibsen: Dr. Stockmann – Hovstad, újságíró
- Paszternák: Doktor Zsivágó – Antyipov/Sztrelnyikov
- Tömöry-Korcsmáros: Csizmás kandúr – Középső, III. színész, Ajtónálló, Juhász, Nyuszi
- Katajev: Bolond vasárnap – Zűrcsev
- Beolco: A csapodár madárka – Menato, parasztlegény
- Hasek: Svejk – Katz, tábori lelkész
- G.B.Shaw: Szent Johanna – Ladvenu testvér
- Bereményi: Eldorádó – Gombacsik
- Goldman: Az oroszlán télen – Földnélküli János
- Zola: Nana – De Fauchery
- László: Illatszertár – Sipos úr
- Móricz: Úri muri – Igazmondó Pista
- Casey: Kakukkfészek – Billy Bibbit
- Miller: Az ügynök halála – Bernard
- Füst: IV. Henrik – Ulrik
- Szép: Vőlegény – Zoli
- Dosztojevszkij: Bűn és bűnhődés – Mikolka
- MacDermot: Hair – Steve
- Bernstein-Sondheim: West Side Story – Action
- Jacobs-Casey: Grease – Sonny

## Filmes és televíziós szerepei
- Sivatagi nemzedék (1991)
- Szomszédok (1993-1994) ...Julcsi barátja
- Kisváros (1995)
- Szökés (1997)
- Komédiások (2000) ...Döme
- Zsaruvér és csigavér: A királyné nyakéke (2001)
- Szőke kóla (2005) ...Orsós Ricsi